# Omi Toshiya
Toshiya Omi (sinh ngày 10 tháng 10 năm 1995) là một cầu thủ bóng đá người Nhật Bản.

## Sự nghiệp câu lạc bộ
Toshiya Omi đã từng chơi cho YSCC Yokohama.